# الفتاة الصالحة
الفتاة الصالحة (بالإنجليزية: The Good Girl)‏ هو فيلم كوميديا سوداء، ودراما ورومانسية أُصدر في 30 أغسطس 2002، في الولايات المتحدة الأمريكية. الفيلم من إنتاج ميرياد بيكتشرز وفوكس سيرش لايت بيكتشرز، ومن توزيع فوكس سيرش لايت بيكتشرز، وقد أخرجه ميغيل أرتيتا، وكَتَب السيناريو مايك وايت.

## القصة
تقع أحداث الفيلم في تكساس.

## طاقم التمثيل
- جينيفر أنيستون
- زوي ديسكانل
- ديبورا رش
- مايك وايت
- جون كارول لينتش
- جون ك. رايلي
- تيم بليك نيلسون
- جيك جيلنهال
- روكسان هارت.

## الإنتاج

### الموسيقى
موسيقى الفيلم التصويرية من تلحين توني ماكسويل ‏.

## الاستقبال

### الجوائز والترشيحات
الجوائز
- جائزة الروح المستقلة لأفضل سيناريو  [لغات أخرى]‏، الفائز: مايك وايت[17]
- جائزة ممثلة هوليوود  [لغات أخرى]‏، الفائزة: جينيفر أنيستون.[18]

الترشيحات
- جائزة كليترودس لأفضل ممثل مساعد  [لغات أخرى]‏، المُرشَّح: جون ك. رايلي[19]

## وصلات خارجية
- الفتاة الصالحة على موقع IMDb (الإنجليزية)
- الفتاة الصالحة على موقع ميتاكريتيك (الإنجليزية)
- الفتاة الصالحة على موقع الموسوعة البريطانية (الإنجليزية)
- الفتاة الصالحة على موقع روتن توميتوز (الإنجليزية)
- الفتاة الصالحة على موقع نتفليكس (الإنجليزية)
- الفتاة الصالحة على موقع ألو سيني (الفرنسية)
- الفتاة الصالحة على موقع Turner Classic Movies (الإنجليزية)
- الفتاة الصالحة على موقع أول موفي (الإنجليزية)
- الفتاة الصالحة على موقع بوكس أوفيس موجو (الإنجليزية)
- الفتاة الصالحة على موقع فيلمافينيتي (الإسبانية)